# Teatro Dante (Sansepolcro)
Il cinema teatro Dante è un edificio storico situato a Sansepolcro in provincia di Arezzo.
Il teatro è stato inaugurato il 1º settembre 1836 con La Sonnambula di Vincenzo Bellini, ed è stato originariamente conosciuto come Regio Teatro Dante. La struttura è rimasta di proprietà dell'Accademia dei Risorti di Sansepolcro sin dal 1836, questo ne fa uno dei pochi teatri italiani rimasti di proprietà privata. La struttura svolge un'assidua attività cinematografica e continua annualmente a presentare stagioni teatrali e musicali di buon livello.

## Storia

### Le origini e il teatro della Fortuna
Le notizie sulle origini della struttura non sono definite, ma sembra che il primo progetto del teatro fu ordinato da Cosimo III de' Medici, per promuovere l'attività culturale nelle province del granducato, stanziò in Sansepolcro 1500 scudi d'oro, aditi alla costruzione di uno "stanzone" reso teatro, per spettacoli e commedie. La denominazione originaria della struttura era "teatro della Fortuna" e fu lasciato in gestione ad una associazione locale, l'Accademia degli Sbalzati, con a capo il poeta Pietro Gherardi. Il primo teatro era costruito interamente in legno.
Nel 1727 l'Accademia degli Sbalzati cessò di esistere. Dalle ceneri di essa, se ne forma una nuova: l'Accademia dei Nobili. Questa nuova associazione, curerà maggiormente le attività teatrali della struttura, rivalorizzandola.

### Il 1800 e il teatro Dante
Le attività del teatro procedono regolarmente, fin quando nel 1832, l'Accademia dei Nobili, si fonderà con quella dei Risorti. Nascerà una nuova, ed ultima, associazione: L'Accademia dei Nobili Risorti. L'anno successivo, in accordo con tutti i membri dell'Accademia, si procederà alla costruzione di un nuovo teatro, per abbandonare l'oramai fatiscente struttura legnosa del vecchio, lasciando spazio ad un'opera completamente in pietra.

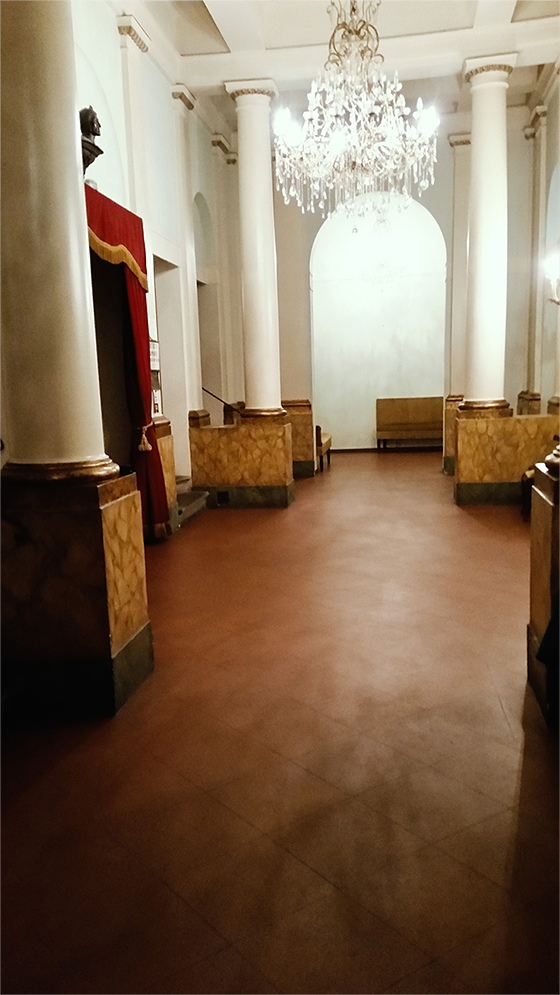
Foyer

I lavori iniziarono nel 1833 su progetto dell'architetto fiorentino Francesco Leoni e sotto la direzione dell'architetto Salvatore Guidi e proseguirono fino all'agosto del 1836 (opere pittoriche della sala, del boccascena e del sipario dello Zucconi; scenari del pittore Luigi Facchinelli). Il 1º settembre il nuovo teatro intitolato "regio teatro Dante" venne inaugurato con La sonnambula di Vincenzo Bellini.

### Il cinematografo e il restauro
Trascorsi gli anni, la struttura si adeguò alle prime proiezione cinematografiche, sino a quando nel 1954, il teatro venne dato in gestione ad un privato, che lo utilizzò sino al 1960 come sala cinematografica.
Il teatro tornò sotto le redini dell'Accademia. Per il passaggio è doveroso ricordare il comandante dell'Aviazione Luigi Monti, che dimostrò un'enorme passione per il teatro. Il colonnello (così era chiamato da tutti) si prodigò nella riorganizzazione della struttura, adeguandola ai tempi, e alle norme vigenti. Trasformerà l'Accademia dei Risorti in S.r.L, diventandone direttore, ed assieme agli altri membri del consiglio concederà i restauri necessari per ripristinare il decoro dell'antico teatro.
Dal 1975 al 1994, progettati dall'ingegner Perugino Perugini e dall'ingegner Vittorio Landi, furono eseguiti consistenti lavori fra cui il rinnovo del pavimento della platea e delle sue strutture portanti, la ripulitura delle decorazioni e la sostituzione delle poltroncine in legno con nuove in velluto rosso. Monti curò altresì la riqualificazione della programmazione cinematografica e delle rappresentanze teatrali.

### L'epoca moderna
Per potersi mantenere e per poter continuare ad offrire spettacoli ed eventi, il cinema teatro Dante continua a condurre una assidua attività di sala cinematografica sin dalla riqualificazione avvenuta nel 1960. La sala fu una delle prime ad installare l'audio surround multicanale digitale, supportando le codifiche Dolby Digital e DTS, avvenuta nel 1997 ed ha completato il processo di digitalizzazione installando un proiettore digitale e un impianto 3D nell'estate del 2011. Il legno del palcoscenico è stato sostituito nel 2009 dalla Donati Legnami s.p.a.

## Descrizione
Il teatro è stato costruito secondo le specifiche dei teatri all'italiana del XIX secolo. Tra le caratteristiche architettoniche principali vi sono la pianta sviluppata a forma di ferro di cavallo con un leggero declivio, la presenza dei palchi e l'ingrandimento del palcoscenico per consentire l'utilizzo delle quinte prospettiche. Il teatro complessivamente ha 400 posti suddivisi tra 190 nella platea e gli altri in quattro ordini di palchi. Presente anche un piccolo golfo mistico, che è stato ridimensionato negli anni sessanta, per avere più posti in platea.

### In dettaglio

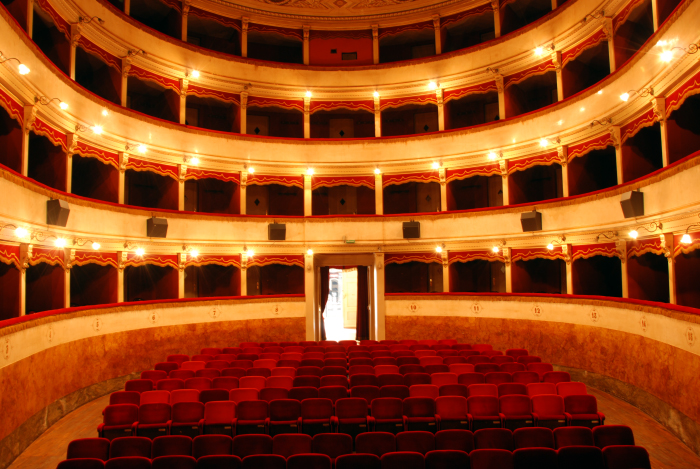
Interno, foto scattata dal palcoscenico.

La struttura conserva tuttora la sua veste neoclassica. L'esterno è contornato da una facciata adornata da cinque finestroni, posti nella parte superiore e cinque porte verde abete. Le due centrali sono più grandi, le esterne appena più piccole.
Si varca l'ingresso della struttura superando la prima porta a sinistra, avanzando verso l'interno si entra in un piccolo anti-ingresso, dove un sistema a doppie porte, con una vetrata incorniciata in un noce antico lavorato da mastri falegnami. Nel vetro è possibile visionare, nella parte centrale lo stemma dell'Accademia dei Risorti, proprietaria del Teatro. Varcando le successive porte, in noce, si raggiungerà l'ingresso, dove la struttura della cassa, imponente e massiccia, è posta dinanzi. Una struttura poliedrica, anch'essa in noce antico, che rispetta le decorazioni delle porte e della cornice in legno dell'anti-ingresso. L'intero pavimento del teatro è realizzato in cotto rosso. Il soffitto è piuttosto alto, spazioso, e in colori che spaziano dal verde-acqua al giallo tenue, rispettando i temi del neoclassicismo. In alto è possibile ammirare il primo dei quattro splendidi lampadari, lavorati a mano ed adornati di vetri a forma di goccia, che seguono sinuosi i braccetti che sostengono i portalampade, adeguatamente nascosti, facendo intravedere la punta delle lampade a goccia, che ricordano la forma della fiammella delle candele.
Proseguendo verso destra, si entrerà nel corridoio principale, antecedente all'ingresso stesso della sala, adornato da quattro colonne principali di forma circolare, ed altre colonne di forma rettangolare sparse attorno alla struttura rettangolare.

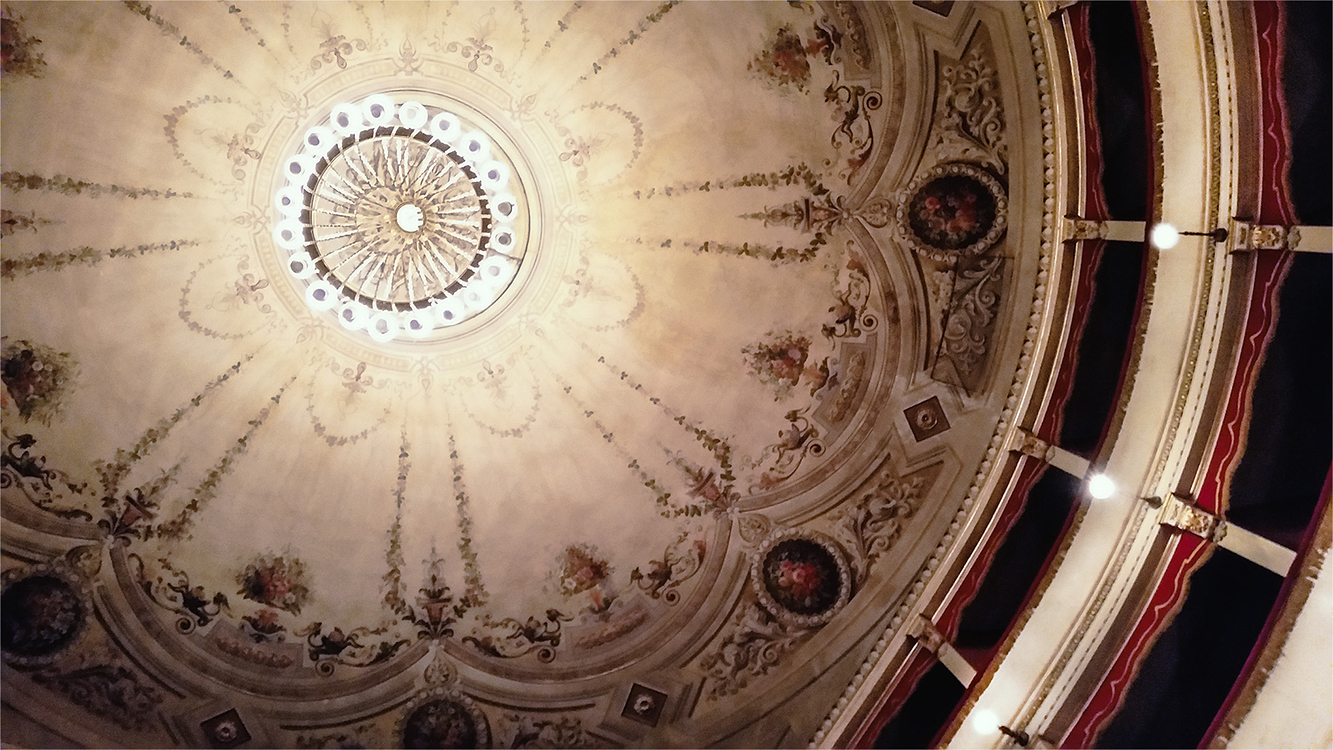
Soffitto della sala

Nel lato destro due antichi portalampade con decorazioni floreali contornano il muro. Ognuno di essi sorregge tre lampade a goccia. Sono definiti "Fiamme". Al centro delle Fiamme, vi è il portone più grande e rispettivamente a questi l'ingresso alla sala. Una tenda di velluto rosso è posta all'ingresso. Si dovrà quindi varcare una porta per entrare nella platea.
L'ingresso in platea regala la visione di decorazioni floreali attorno alle mura, le quali, poste a ferro di cavallo, ospitano le cabine dei palchi, La platea è occupata da circa 190 poltroncine di velluto rosso, che popolano quasi per intero il piano, che ha un piccolo declivio verso il palcoscenico.
Il pavimento è in legno. Grazie all'assidua cura, lo spazio teatrale, seppur di medie dimensioni, è giunto ai nostri giorni con ancora intatte la sua veste neoclassica, che ne fa uno dei più bei teatri storici della Toscana. Dopo quasi due secoli di vita, oltre a costituire un'importante testimonianza del teatro all'italiana, continua ancora oggi a ospitare stagioni teatrali e musicali di buon livello.

## L'accademia dei risorti

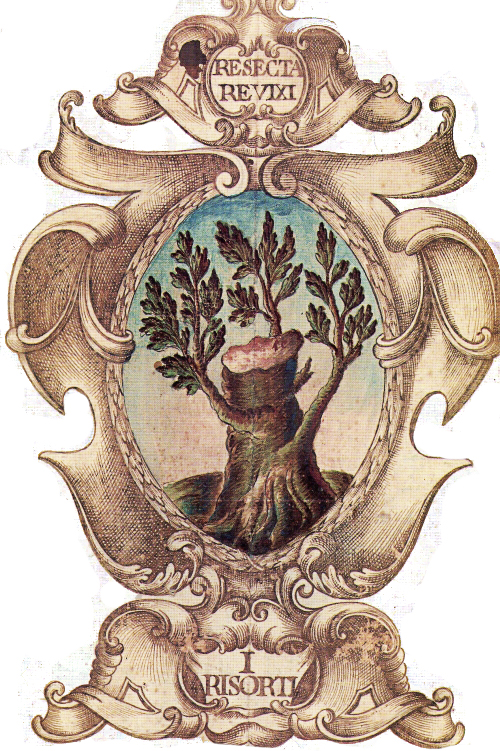
Stemma dell'accademia dei risorti di Sansepolcro

L'Accademia dei Risorti, come la conosciamo oggi, fu costituita nel 1953 come società a responsabilità limitata con lo scopo di effettuare attività di gestione di teatri, cinematografi ed altre occasioni di divertimento e di istruzione. Durante gli anni gli accademici sono cambiati diverse volte, acquistando o cedendo le loro quote di partecipazione alla società. Lo statuto dell'accademia, esplica chiaramente che la società è stata creata con lo stesso criterio dei suoi antichi fondatori. Tutto il ricavato della struttura, verrà investito nella stessa, per mantenerla sia nella sua veste storica, sia nell'offrire le tecnologie moderne di proiezione e rappresentanza, sia per interventi di ammodernamento, restauro e per il rispetto delle norme vigenti.

### Gli accademici e i palchi
Ogni membro dell'Accademia, in base alla quota di appartenenza, ha diritto ad un palco, situato in base alla gravità della quota stessa. Accademici con quote più elevate possiedono palchi più centrali, gli altri, in maniera progressiva, i più laterali. Era quindi consuetudine che ogni Accademico sedesse nel proprio palco d'appartenenza in base alla propria quota durante le rappresentanze. La cittadinanza semplice era di norma seduta soltanto nella platea al piano terreno. Questa usanza è caduta col tempo, ma in ricordo di tutto ciò viene riservato il palco numero 8 del primo ordine per una eventuale visita. Tra le figure degli Accademici spiccano (e spiccavano) le famiglie nobili di Sansepolcro, imprenditori e personalità rilevanti della valtiberina e zone limitrofe.

## Curiosità
- Il cinema teatro Dante fu utilizzato del regista Mario Monicelli per girare alcune scene del film Rossini! Rossini!. Il regista, dopo aver girato diversi teatri, non aveva trovato nessuno che gli avesse concesso di smontare i portalampade elettrici per poterli sostituire durante le riprese con le candele.
- Durante le riprese del film Noi uomini duri di Maurizio Ponzi (girato nei pressi di Sansepolcro) la troupe utilizzò il cinema teatro Dante come sala cinematografica per visionare le parti di film appena girate.